# Trichopterigia yoshimotoi
Trichopterigia yoshimotoi là một loài bướm đêm trong họ Geometridae.